# إيلين إليزابيث إليس
إيلين إليزابيث إليس (بالإنجليزية: Ellen Elizabeth Ellis)‏ هي كاتِبة نيوزيلندية، ولدت في 3 مايو 1829 في إنجلترا في المملكة المتحدة، وتوفيت في 17 أبريل 1895 في أوكلاند في نيوزيلندا.